# Atelier de la Martinerie
 (janvier 2023).
L'Atelier de la Martinerie (ATMA) est le nom d'une communauté d'artistes créée en 1956 par Paule Michèle Bourron, Paulette Gaillard et Jacqueline Hureau. À leur sortie de l’École des beaux-arts de Paris, elles délaissent la peinture pour s’exprimer ensemble et composer à six mains des ouvrages de tapisserie. Appelés par leur entourage « Michèle, Pat et Jacqueline », elles préfèrent cependant l'anonymat au profit du groupe et déplorent quand la presse cherche à les distinguer par leurs noms. Pendant plus de cinquante ans, les dames de la Martinerie réaliseront des milliers d'ouvrages originaux exposés dans le monde entier.

## Histoire
C’est près d’Amboise en Touraine, que les trois artistes louent leur premier espace de travail en 1956 : une ferme située rue de la Martinerie dans le village de Luzillé. Débutant dans des conditions extrêmement rudimentaires, elles sont soutenues par les paysans du coin qui les aident à s'installer et leur fournissent la matière première pour la teinture et le filage de la laine.
En 1959, elles sont invitées à la Maison des beaux-arts de Paris pour y présenter leur travail. Le collectionneur américain Ian Woodner (1903-1990) fait l’acquisition de l’ensemble des tapisseries présentées dans l’exposition.
En 1961, Paule Bourron se voit décerner le « prix de la Vocation de la fondation Bleustein-Blanchet ». Elle reçoit 1 million de francs de la fondation qui lui permettra de faire sa première exposition,. Grâce à l’argent récolté, la communauté acquiert pour s'y installer le prieuré Notre-Dame et Saint-Étienne de Villiers près de Villeloin-Coulangé qu'elles commencent à rénover. Elles cultivent les terres et possèdent quelques animaux domestiques de subsistance ; par ailleurs elles y élèvent des moutons pour teindre et tisser la laine.

Travaillant la tapisserie en haute lisse, en disposant verticalement la lisse du métier à tapisser, elles expérimentent plusieurs modèles encombrants et ont rapidement le désir d’agrandir leur atelier. Elles découvrent finalement un château en ruines au sud de la Touraine où elles s'installent en 1966.

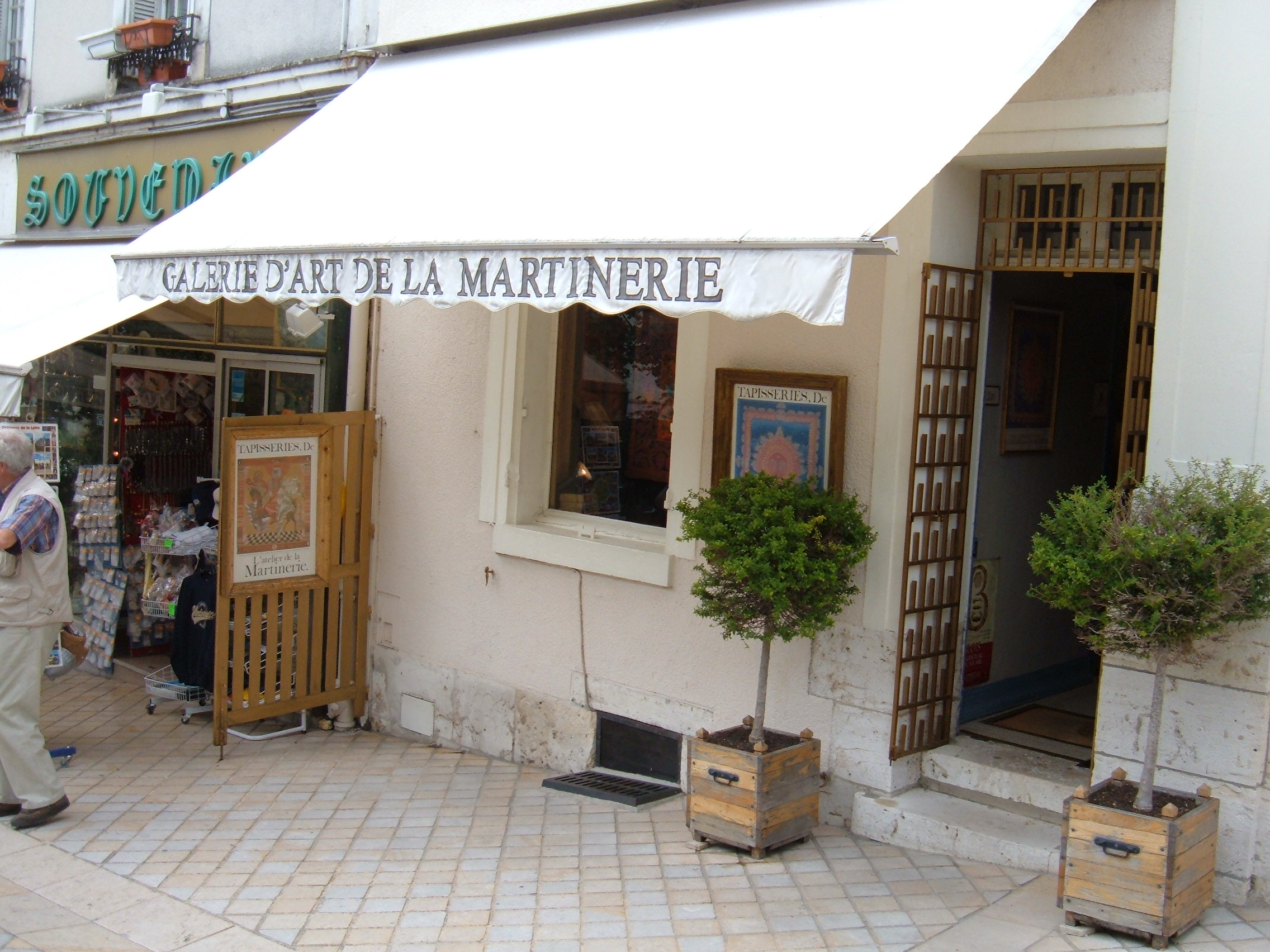
Galerie d'Art de la Martinerie vers 2005 à Amboise

En 1968, des Franciscaines du couvent de l'Immaculée Conception de Champfleur, ayant jusque-là travaillé comme exécutantes pour les ateliers de tapisserie d’Aubusson, entendent parler de l'Atelier de la Martinerie dans la presse et leur proposent leurs premiers métiers à tisser. Elles feront vers 1981 l’acquisition d’un métier Jacquard leur permettant de travailler sur de petites séries.
Elles ouvrent des galeries d’exposition permanente pour vendre leurs créations : tout d’abord à la Galerie St-Martin à Tours, 20 rue de Scellerie dans les années 1970, puis à la Galerie d'Art de la Martinerie à Amboise, 7 Rampe du Château, courant 1980.
Paulette Gaillard est nommée Chevalier de la Légion d'honneur sur le rapport du Premier ministre et du ministre de la culture, en qualité de cofondatrice et d'animatrice d’un atelier de tissage. Elles reçoivent ensemble la légion d’honneur des mains de Jacques Chaban-Delmas en 1981 à Bordeaux.
Au début des années 2000, la production du collectif se réduit mais les expositions tournent toujours en France et dans le monde entier. Elles reçoivent un accueil important à Copenhague, y exposant plusieurs fois jusqu’en 2012, attirant même à elles la Cour du Danemark qui se passionne pour la tapisserie contemporaine.
En 2008, Paulette Gaillard décède. Se rompt alors l'équilibre de plus de cinquante années de collaboration entre ces « sœurs spirituelles » signant l'arrêt de la production de nouveaux modèles.
Fin 2016, la galerie d'exposition permanente d’Amboise ferme ses portes.
De septembre 2022 à janvier 2023, l'hôtel Goüin de Tours accueille une grande rétrospective de leur œuvre commune.

## Influences
Autodidactes, elles apprennent le travail de tisserande par l’essai, les lectures et la collaboration. Elles se font aider par les paysans locaux pour monter leur premier atelier à Luzillé, rue de la Martinerie, d'où elles tireront leur alias. Travaillant à six mains sur les ouvrages, elles débutent sans carton de tapisserie et innovent dans la tradition lissière en dessinant directement sur les fils, elles font évoluer le motif en concertation.
Elles sont repérées assez tôt par l’entourage d'André Malraux ; en témoignent la préface de leur exposition par Louise de Vilmorin en 1962. L'année suivante l'écrivain et académicien André Maurois dira des productions de l’Atelier qu’elles sont où « L'art le plus neuf rejoint le plus ancien» et affirme que « L'Atelier de la Martinerie aura sa place dans l'Histoire de l'art».
Apprenant sans maître ni « voyage initiatique » à l’étranger, elles composent dans la méditation et la communion leur message singulier.
Grandes lectrices, elles se passionnent pour les écrits mystiques, les essais philosophiques mais aussi la science-fiction. Gilbert Buron, homme politique, se souviendra dans son autobiographie de ces « trois jeunes administrées, à peine arrivées de l’École des Beaux-Arts, qui donnaient libre cours à leur inspiration... ».
Leur inspiration empruntent à différents symboles, mythologies et confessions pour produire des modèles originaux nourris par la lecture et le rêve. Dans les années 1960, elles croisent les cercles de théosophie et vont écouter Jiddu Krishnamurti en conférence à Paris. Elles y feront la découverte de Kabîr, tisserand indien, poète et philosophe du XVe siècle qui marque un tournant majeur dans leur art. Elles lui consacreront plusieurs livres illustrés et proposeront de nombreuses interprétations et illustrations de ses poèmes.

## Publications
L'Atelier de la Martinerie a publié deux livres de poèmes illustrés et plusieurs catalogues.
- Atelier de la Martinerie, L'Atelier de la Martinerie, Editions Eremiten-Presse, Allemagne, 1974, 70p.
- Atelier de la Martinerie, Chants d'amour de Kabîr, [traduit par Henriette Mirabeau Thorens de la version anglaise] ; illustré [et publié] par l'Atelier de la Martinerie, Tours Graphic, Tours, 1980.
- Atelier de la Martinerie, L'Atelier de la Martinerie, catalogue illustré [et publié] par l'Atelier de la Martinerie, Tours, Luc Gervais, 1980, LIX p. ; in-fol[9].
- Atelier de la Martinerie, Tapisseries de l'Atelier de la Martinerie, catalogue illustré [et publié] par l'Atelier de la Martinerie, Tours, 1984, 64p.

## Expositions et performances
L'ATMA expose dès sa création en 1956 et durant près de soixante-dix ans, présentant son travail près d'une centaine de fois au public en France, mais aussi en Australie, au Japon, en Allemagne, à New York...et amènera la cour du Danemark à acquérir leurs œuvres. Ses tapisseries font également l'objet de commandes publiques et privées de plusieurs Conseils régionaux, d'hôtels de ville, de bases et d'écoles militaires...mais encore pour le Gaz de France à Paris qui leur commandera une mosaïque de 30m2.